# Guillaume de Calmont d'Olt
Pour les articles homonymes, voir Calmont et Olt.
Guillaume de Calmont d'Olt fut évêque de Cahors au XIIe siècle.

## Biographie
Il s'est illustré en accueillant le pape Calixte II, en 1119, venu pour consacrer l'autel de la Sainte-Coiffe en la cathédrale de Cahors ; pour avoir reçu, en 1145, Bernard de Clairvaux et être à l'initiative de la fondation de l'abbaye Notre-Dame de Bonneval.
En 1144, il mit à la disposition de Pierre évêque de Rodez, ses terres de Pussac et de Barrugues pour y établir des religieux. En 1147, Pussac sera la première implantation des moines cisterciens envoyés par l'abbaye de Mazan pour fonder ce qui deviendra l'abbaye de Bonneval.